# King Diamond
Kim Bendix Petersen, poznatiji kao King Diamond (Kopenhagen, 14. lipnja 1956.), danski je heavy metal-glazbenik. Kao pjevač poznat je po snažnom i širokom rasponu kontratenorskog pjevačkog glasa, a naročito po svojim dalekosežnim krikovima u falsetu. Glavni je pjevač i tekstopisac sastava Mercyful Fate i istoimenog sastava King Diamond. U studiju također svira klavijature i gitare, no na koncertima samo pjeva. Poznat je po mračnome lirskom sadržaju, pričama u pjesmama i po upečatljivom izgledu na pozornici (osobito bijelo-crnome licu). Nadahnuo je razne rock i metal-sastave kao što su Metallica, Slayer i Cradle of Filth.

## Karijera

### Početci
Prvi Diamondov sastav bio je rock-sastav Brainstorm (od 1974. do 1976.), u kojem je Jeanette Blum (Jean Blue) pjevala i svirala bas-gitaru, Michael Frohn (Mike West) svirao je gitaru, a Jes Jacobsen (Jesse James) svirao je bubnjeve. Diamond je poslije napustio taj sastav i pridružio se danskoj hard rock-skupini Black Rose kao pjevač. Počeo je eksperimentirati s teatralnim nastupima nadahnutima filmovima strave i oblikovati zlonamjeran kvazisotonistički lik na sceni. Napustio je Black Rose i pridružio se punk-metal-skupini Brats, u kojoj je upoznao Hanka Shermanna. Michael Denner, također član Bratsa, zamolio ih je da se pridruže njegovu projektu Danger Zone. U toj je skupini svirao i Timi Hansen. Godine 1981. svi navedeni glazbenici osnovali su Mercyful Fate.

### Mercyful Fate
Diamond je napustio Mercyful Fate nakon objave albuma Don't Break the Oath 1984. i popratne turneje (na kojoj je skupina prvi put svirala u SAD-u). S dvojicom glazbenika iz sastava osnovao je skupinu King Diamond.
Mercyful Fate ponovno se okupio 1993. i snimio je pet studijskih albuma. Godine 1999. Diamond i Hank Shermann odsvirali su pjesmu "Evil" uživo s Metallicom. Na tom nastupu Diamondovo lice nije bilo crno-bijelo.
Godine 2000. odlučio je privremeno odgoditi daljnji rad Mercyful Fatea i posvetiti se samostalnoj karijeri. Sastav se potom još jednom okupio i otišao je na turneju po Sjevernoj Americi.
Dana 1. kolovoza 2019. Mercyful Fate najavio je da se ponovno okupio i da će otići na europsku turneju.

### King Diamond
Nakon prvog raspada Mercyful Fatea Diamond je s Michaelom Dennerom i Timijem Hansenom osnovao skupinu King Diamond. Godine 1986. objavila je debitantski studijski album Fatal Portrait. U toj je grupi također svirao švedski bubnjar Mikkey Dee, poznatiji kao bubnjar sastava Motörhead. Kad se Mercyful Fate ponovno okupio 1993., Diamond je i dalje bio posvećen samostalnoj karijeri. Sastav je objavio 12 studijskih albuma, a Diamond je s gitaristom Andyjem LaRocquom postao jedini član sastava koji se pojavio na svim albumima. Posljednji album Give Me Your Soul... Please objavljen je 2007.

## Uzori
Diamonda su nadahnuli Arthur Brown, Alice Cooper, Ronnie James Dio, Ian Gillan, Ozzy Osbourne i Robert Plant.
U biografiji na njegovim službenim internetskim stranicama piše da su prva dva albuma koja je kupio Fireball Deep Purplea i Master of Reality Black Sabbatha.

## Članovi samostalnog sastava Kinga Diamonda
Treutna postava
- Andy LaRocque – gitara (1985. – danas)
- King Diamond – vokal (1985. – danas)
- Mike Wead – gitara (1990. – 1994., 2000. – danas)
- Matt Thompson – bubnjevi (2000. – danas)
- Livia Zita – dodatni vokal (2003. – danas) (uživo)
- Pontus Egberg – bas-gitara (2014. – danas)

Bivši članovi
- Timi Hansen – bas-gitara (1985. – 1987.)
- Mikkey Dee – bubnjevi (1985. – 1989.)
- Floyd Konstantin – gitara (1985.)
- Michael Denner – gitara (1985. – 1987.)
- Pete Blakk – gitara (1987. – 1990.)
- Hal Patino – bas-gitara (1988. – 1990., 2000. – 2014.)
- Chris Whitemyer – bubnjevi (1988.)
- Snowy Shaw – bubnjevi (1989. – 1994.)
- Sharlee D'Angelo – bas-gitara (1990. – 1993.)
- Chris Estes – bas-gitara (1994. – 1999.)
- Darrin Anthony – bubnjevi (1994. – 1997.)
- Herb Simonsen – gitara (1994. – 1998.)
- John Luke Hebert – bubnjevi (1997. – 2000.)
- Glen Drover – gitara (1998. – 2000.)
- David Harbour – bas-gitara (1999. – 2000.)
- Kol Marschall – klavijature (2000., 2002.)

Bivši koncertni članovi
- Michael Moon – gitara (1987.)
- Pontus Egberg – bas-gitara (2014.)
- Hel Pyre – dodatni vokal (2017.)

## Diskografija
Samostalni albumi
- Fatal Portrait (1986.)
- Abigail (1987.)
- "Them" (1988.)
- Conspiracy (1989.)
- The Eye (1990.)
- In Concert 1987: Abigail (1990.)
- A Dangerous Meeting (1992.)
- The Spider's Lullabye (1995.)
- The Graveyard (1996.)
- Voodoo (1998.)
- House of God (2000.)
- Abigail II: The Revenge (2002.)
- The Puppet Master (2003.)
- Give Me Your Soul... Please (2007.)

Mercyful Fate
- Mercyful Fate (1983.)
- Melissa (1983.)
- Don't Break the Oath (1984.)
- The Beginning (1987.)
- Return of the Vampire (1992.)
- A Dangerous Meeting (1992.)
- In the Shadows (1993.)
- The Bell Witch (1994.)
- Time (1994.)
- Into the Unknown (1996.)
- Dead Again (1998.)
- 9 (1999.)
- The Best of Mercyful Fate (2003.)